# Казьмерский, Эдвард
Эдвард Казьмерский  (пол. Edward Kaźmierski, 1 октября 1919, Познань — 24 августа 1942, Мюнхенская площадь, Дрезден) — блаженный Римско-католической церкви, мученик. 

## Биография
Эдвард Казьмерский родился 1 октября 1919 года в Познани в семье сапожника. Окончив начальную школу, с 17 лет Эдвард был вынужден работать в магазине, потом благодаря священнику он смог устроиться в механическую мастерскую. Свободное время Эдвард Казьмерский проводил в салезианском оратории вместе с Эдвардом Клиником, Францишком Кенсы, Чеславом Юзьвяком и Ярогневом Войцеховским. После оккупации Польши немецкими войсками в 1939 году Эдвард Казьмерский вступил в подпольную военную организацию «Добровольческое войско Западных Земель».
Был арестован Гестапо 23 сентября 1940 года вместе со своими друзьями и отправлен в VII крепость Познани. Затем их перевели в тюрьму Нейкольн, около Берлина; позже — в тюрьму Цвикау в Саксонии. Во всех этих местах заключения они были подвергнуты жестоким пыткам, затем их отправили на каторжные работы. 1 августа 1942 года их приговорили к смертной казни за государственную измену. 24 августа 1942 года Эдвард Казьмерский вместе с другими своими друзьями был казнён через обезглавливание посредством гильотины во дворе дрезденской тюрьмы.

## Прославление
13 июня 1999 года Эдвард Казьмерский был беатифицирован Римским Папой Иоанном Павлом II в группе 108 блаженных польских мучеников.
День памяти в Католической церкви — 12 июня и 24 августа в группе пяти салезианских мучеников.

## Источник
- Marian Orłoń, Wierni do końca, Łódź Wydawnictwo Salezjańskie: nakł. Salezjańskiej Inspektorii św. Stanisława Kostki, 1984
- Polska edycja Il Bollettino Salesiano - Magazyn Salezjański Don Bosco nr 7-8/2002